# سرکوب سیاسی در جمهوری اسلامی ایران
سرکوب سیاسی در جمهوری اسلامی ایران از زمان انقلاب اسلامی در سال ۱۳۵۷ ادامه داشته است. انقلاب اسلامی که توسط آیت‌الله روح‌الله موسوی خمینی رهبری شد، منجر به روی کار آمدن وی و تأسیس یک دولت اسلامی مبتنی بر اصول دینی و یک سیستم سیاسی که ترکیبی از اصول اسلامی و کنترل قوی بود. جمهوری اسلامی ایران اقدامات مختلفی شامل اعدام‌ها، کشتارها و شکنجه‌هایی علیه افرادی که به‌عنوان مخالفان سیاسی شناخته می‌شوند، انجام داده است. سازمان ملل متحد برخی از این اقدامات، مانند کشتارهای ۱۳۶۰ و ۱۳۶۷، را جنایات علیه بشریت ارزیابی کرده است. استفاده از سرکوب سیاسی در این کشور به‌منظور حفظ انقلاب اسلامی، کاهش مخالفت‌های داخلی و حفظ وضعیت حاکمیت نخبگان دینی به‌طور گسترده گزارش شده است.

## تأسیس جمهوری اسلامی و سرکوب اولیه (۱۳۵۸–۱۳۶۸)

### انقلاب ۱۳۵۷ و ظهور جمهوری اسلامی
انقلاب اسلامی ۱۳۵۷ که منجر به سرنگونی سلطنت پهلوی شد، آغازگر دوران جدیدی از حکمرانی در ایران بود. پس از انقلاب، قدرت سیاسی در دست رهبری روحانی آیت‌الله خمینی قرار گرفت، که تلاش داشت تا دولتی اسلامی بر اساس ولایت فقیه، که طبق آن بالاترین مقام سیاسی به بالاترین روحانی تعلق می‌گیرد، تأسیس کند.
پس از سرنگونی دولت قبلی به دلیل سرکوب آزادی‌های مدنی، خمینی در ابتدا به‌عنوان یک شخصیت وحدت‌بخش دیده می‌شد که نه برای به‌دست آوردن قدرت، بلکه تنها برای کمک به آزادی مردم ایران تلاش می‌کرد. و همچنین به‌عنوان متحد شاخه‌های مختلف اپوزیسیون ایرانی. سپس رژیم خمینی به‌طور سیستماتیک گروه‌های سیاسی رقیب را از بین برد.

### کشتارهای ۱۳۶۱ -۱۳۶۰
کشتار سال ۱۳۶۰ یکی از موارد سرکوب سیاسی در جمهوری اسلامی ایران بود که با دلایل مذهبی علیه مخالفان سیاسی و مذهبی رژیم انجام شد. در میان افرادی که هدف قرار گرفتند، روشنفکران، هنرمندان، دانشمندان، لیبرال‌ها، سلطنت‌طلب‌ها، سوسیالیست‌ها، اقلیت‌های قومی و اعضای گروه‌های مذهبی مانند بهاییت حضور داشتند. این اتفاق که از خرداد ۱۳۶۰ تا اسفند ۱۳۶۰ ادامه داشت، بخشی از انقلاب فرهنگی ایران بود که توسط آیت‌الله خمینی با هدف تغییر ساختار فرهنگی و اجتماعی جامعه ایران آغاز شد. این اقدامات به مرگ هزاران نفر از مخالفان سیاسی و مذهبی و منتقدان رژیم منجر شد.
در سال ۱۴۰۳، گزارشگر ویژه سازمان ملل متحد، جنایات ارتکاب شده در این دوره را به‌عنوان جنایات بین‌المللی طبقه‌بندی کرد و خواستار تشکیل یک نهاد مستقل بین‌المللی برای تحقیق و پاسخگویی به‌خاطر اقدامات مسئولان در طول کشتارها شد.

#### اعدام‌های ۱۳۶۷ مخالفان سیاسی
در میانه سال ۱۳۶۷، آیت‌الله خمینی، ولی‌فقیه ایران، دستور اعدام هزاران زندانی سیاسی را صادر کرد. این اعدام‌ها در مدت پنج ماه، از تیرماه آغاز و در حداقل ۳۲ شهر ایران انجام شد. اعدام‌ها بدون هیچ‌گونه فرایند قانونی صورت گرفتند و محاکمه‌ها نه بر تعیین گناه و نه بر بی‌گناهی تمرکز داشتند. بسیاری از زندانیان تحت شکنجه قرار گرفتند و اعدام‌ها در شرایط پنهانی انجام شدند. تعداد دقیق افرادی که کشته شدند هنوز نامشخص است، اما برآوردها از ۲,۸۰۰ تا ۳۰,۰۰۰ نفر متغیر است، با برخی از سازمان‌های حقوق بشری مانند عفو بین‌الملل که حداقل ۳۰,۰۰۰ کشته را برآورد می‌کنند.
بیشتر قربانیان حامیان مجاهدین خلق ایران (منافقین) بودند، اما افرادی از گروه‌های چپ‌گرای دیگر، مانند فدائیان و حزب توده نیز اعدام شدند. یکی از دلایل احتمالی این اعدام‌ها، انتقام از عملیات مرصاد مجاهدین خلق در سال ۱۳۶۷ بود، اما افرادی نیز بودند که هیچ ارتباطی به این عملیات نداشتند. آیت‌الله منتظری، نائب ولی‌فقیه در آن زمان، ادعا کرد که رژیم این اعدام‌ها را سال‌ها برنامه‌ریزی کرده بود و از عملیات مجاهدین خلق به‌عنوان بهانه استفاده کرده بود. بازماندگان خواستار پاسخگویی شده‌اند و این واقعه توسط سازمان ملل متحد و کشورهای مختلف به‌عنوان یکی از بزرگترین جنایات علیه بشریت از سوی ایران محکوم شده است.

## سرکوب سیاسی تحت رهبری علی خامنه‌ای (۱۳۶۸- تاکنون)

### انتقال به رهبری خامنه‌ای
در سال ۱۳۶۸، پس از درگذشت آیت‌الله خمینی، علی خامنه‌ای به مقام ولی‌فقیه ایران منصوب شد. خامنه‌ای، رئیس‌جمهور سابق و هم‌پیمان نزدیک خمینی، سیاست‌های جمهوری اسلامی را ادامه داد. طبق گزارش گاردین، او با «حذف مخالفان و پاداش دادن به وفاداران به خود» عمل کرد. در میان کسانی که هدف خامنه‌ای قرار گرفتند، حتی شاعران نیز بودند.

### سرکوب اعتراضات ۱۳۸۸
پس از اعلام محمود احمدی‌نژاد به عنوان برنده انتخابات ریاست‌جمهوری در میان اتهامات اپوزیسیون ایران مبنی بر تقلب گسترده در انتخابات. در پی آن، اعتراضات وسیعی در ایران به راه افتاد که به جنبش سبز معروف شد. معترضان خواستار لغو نتایج انتخابات و استعفای دولت شدند و رژیم را به دستکاری در نتایج انتخابات متهم کردند.
در پاسخ به اعتراضات، دولت ایران از پلیس، سپاه پاسداران انقلاب اسلامی و شبه‌نظامیان بسیج استفاده کرد. اعضای بسیج حملات شبانه خشونت‌آمیز و همچنین حملات به خانه‌های ایرانیان در طول اعتراضات انجام دادند. طبق گزارش روزنامه لس آنجلس تایمز، شبه‌نظامیان گروه تندرو انصار حزب‌الله هشدار دادند که برای برقراری نظم و قانون در خیابان‌ها گشت‌زنی خواهند کرد.
هزاران نفر بازداشت شدند، صدها نفر کشته شدند و بسیاری دیگر تحت شکنجه قرار گرفتند یا مجبور به اعترافات تلویزیونی شدند.
اعتراضات عمومی در چندین شهر ایران از تاریخ ۷ دی ۱۳۹۶ آغاز شد و تا اوایل سال ۱۳۹۷ ادامه یافت. این اعتراضات اغلب به‌عنوان اعتراضات دی ماه شناخته می‌شوند. اعتراضات ابتدا در مشهد، دومین شهر بزرگ ایران، آغاز شد و بیشتر بر مسائل اقتصادی تمرکز داشت. اما به سرعت گسترش یافت و شامل مخالفت‌های سیاسی با حکومت دینی و ولی‌فقیه علی خامنه‌ای شد. معترضان خشم خود را از طریق شعارهای مختلفی که به رژیم و رهبری آن مربوط می‌شد، ابراز کردند. که هدف آن خامنه‌ای بود. طبق گزارش واشنگتن پست، این اعتراضات همراه با حملات به ساختمان‌های دولتی انجام شد و بر رژیمی که تحمل کمی برای مخالفت داشت تأثیر گذاشت. برخی از معترضان حتی از نیروهای امنیتی خواستند که به آنها بپیوندند.
در گزارش سازمان حقوق بشر (HRW) در سال ۱۳۹۹، مشخص شد که مقامات ایرانی همچنان به شدت به سرکوب فعالیت‌های مسالمت‌آمیز ادامه می‌دهند، هدف قرار دادن مدافعان حقوق بشر، وکلا و زندانیان سیاسی که علیه فساد دولت، سوءمدیریت و سرکوب صحبت کردند. واکنش رژیم به اعتراضات، از جمله اعتراضات آبان ۱۳۹۸، طبق گزارش HRW شامل استفاده از نیروی زیاد و کشنده بود. نیروهای امنیتی دست‌کم ۲۳۰ نفر را کشته‌اند، طبق آمار رسمی. همچنین ایران اینترنت را به طور سراسری قطع کرد تا از گسترش اعتراضات جلوگیری کند.
طبق گزارش سازمان حقوق بشر (HRW)، دولت ایران یکی از پیشروترین کشورها در اجرای اعدام‌ها است و در سال ۱۳۹۹، ۲۳۳ اعدام انجام داد. در میان اعدام‌شدگان، افرادی بودند که به جرایم زمانی که کودکان بودند، محکوم شده بودند. مدافعان حقوق بشر، اقلیت‌های قومی و فعالان سیاسی با بازداشت‌های خودسرانه، شکنجه و محاکمات ناعادلانه مواجه هستند. اقدامات دولت، از جمله زندانی کردن معترضان مسالمت‌آمیز و عدم پاسخگویی نیروهای امنیتی، گفته می‌شود که باعث تشدید نارضایتی عمومی از رژیم شده است.

### اعتراضات ۱۴۰۱
در سپتامبر ۱۴۰۱، سازمان حقوق بشر گزارش داد که اعتراضات گسترده در ایران با استفاده از نیروی غیرمجاز و کشنده از سوی نیروهای امنیتی روبرو شد، از جمله قتل‌های غیرقانونی، شکنجه، حمله جنسی و ناپدید شدن اجباری معترضان، از جمله زنان و کودکان. سازمان حقوق بشر گزارش داد که حداقل ۵۰۰ نفر کشته شدند، از جمله ۶۸ کودک. گفته می‌شود که نیروهای امنیتی از انواع مختلف گلوله‌ها برای شلیک به قربانیان استفاده کردند. سازمان حقوق بشر همچنین گزارش داد که یک پسر دانش‌آموز ۱۷ ساله در جریان بازداشت خود مورد تجاوز جنسی قرار گرفت و به روی اجاق گاز روشن انداخته شد و شکنجه شد. همچنین، سازمان حقوق بشر گزارش داد که بازجویان ایرانی از سوزن‌ها برای شکنجه یک پسر استفاده کرده‌اند.
قبل از نزدیک شدن سالگرد مرگ مهسا ژینا امینی در سال ۱۴۰۲، سازمان حقوق بشر گزارش داد که مقامات ایرانی سرکوب مخالفت‌ها را تشدید کرده و فعالان، دانشجویان و خانواده‌های کسانی که در اعتراضات ۱۴۰۱ کشته شده بودند را هدف قرار داده‌اند. سازمان حقوق بشر گزارش داد که تلاش‌های دولت برای اجرای قوانین حجاب اجباری افزایش یافته است، همراه با دستگیری مدافعان حقوق زنان، هنرمندان و وکلا.

### در طول جنگ ایران و اسرائیل
پس از آغاز جنگ ایران و اسرائیل، عفو بین‌الملل گزارش داد که مقامات ایرانی سرکوب سیاسی خود را با هدف قرار دادن افرادی که به جاسوسی یا همکاری با اسرائیل متهم شده‌اند، تشدید کرده‌اند. دولت ایران خواستار برگزاری محاکمات سریع و اعدام‌ها شد و افرادی را هدف قرار داد که دولت ایران آنها را به «دشمنی با خدا» و «فساد در زمین» متهم کرده است، جرایمی که در ایران مجازات اعدام دارند. عفو بین‌الملل نگرانی شدید خود را در مورد سوءاستفاده سیستماتیک از مجازات اعدام ابراز کرد. عفو هشدار داد که این اتهامات اغلب برای مجازات افراد به دلیل استفاده مسالمت‌آمیز از حقوق آزادی بیان‌شان به کار می‌روند. دولت ایران همچنین اعضای خانواده‌های بازداشت‌شدگان و افرادی که در صف اعدام هستند را هدف قرار داده است. عفو بین‌الملل گزارش داد که خطر اعدام برای افرادی مانند احمدرضا جلالی، آکادمیسین سوئدی-ایرانی، و دیگرانی که پس از محاکمات ناعادلانه و اعترافات اجباری محکوم شده‌اند، افزایش یافته است.
در تلاشی برای افزایش استفاده از مجازات اعدام، پارلمان ایران قانون‌گذاری را سریعاً تصویب کرد که حکم اعدام را به‌طور خودکار برای جاسوسی یا همکاری با دولت‌های دشمن اعمال می‌کند. در گزارش خود، عفو بین‌الملل اعلام کرد که این لایحه به‌منظور تسهیل اجرای اعدام‌ها برای اتهامات امنیت ملی است، از جمله مواردی که شامل قتل عمدی نمی‌شود. عفو بین‌الملل اعلام کرد که این امر نقض استانداردهای حقوقی بین‌المللی است. عفو بین‌الملل گزارش داد که رژیم ایران در طول جنگ از طریق بازداشت‌های خودسرانه، اعترافات اجباری و اعدام‌ها به سرکوب مخالفت‌ها پرداخته است، که باعث ایجاد ترس و حفظ کنترل بر مردم ایران در طول درگیری‌ها می‌شود.
نشریه The Long War Journal نوشت که مقامات ایرانی علیه شهروندانی که متهم به اشتراک‌گذاری محتوای آنلاین که به‌عنوان حمایتی از اسرائیل درک می‌شود، سرکوب کرده‌اند. آنها حداقل ۱۹ نفر را در استان‌های هرمزگان و یزد به اتهام انتشار اطلاعات نادرست یا عکسبرداری از سایت‌های حساس بازداشت کردند. مقامات ایرانی به ماده ۸ قانون امنیت ملی استناد کردند که مجازات حبس برای این‌گونه اقدامات تعیین کرده است و گفتند که اقداماتشان به‌منظور مقابله با «اقدامات خصمانه» انجام شده است. رژیم همچنین دسترسی به اینترنت را پس از این اتفاق محدود کرد، اقدامی که اغلب برای خاموش کردن مخالفت‌ها به کار می‌رود. در واکنش، ایلان ماسک اعلام کرده است که استارلینک اکنون در ایران فعال است. نشریه The Long War Journal نوشت که حداقل ۱۰ نفر به اتهام جاسوسی مرتبط با اسرائیل بازداشت شده‌اند و دو نفر از آنها در هفته‌های اخیر اعدام شده‌اند.

## مکانیزم‌های سرکوب سیاسی

### نقش سپاه پاسداران انقلاب اسلامی (سپاه)
سپاه پاسداران انقلاب اسلامی (سپاه) نقش مرکزی در اجرای سرکوب سیاسی در ایران ایفا می‌کند. تحت کنترل آن، شبه‌نظامیان بسیج قرار دارند که مسئولیت کنترل و سرکوب مخالفت‌ها با انقلاب اسلامی را بر عهده دارند. سپاه پاسداران برای محافظت از رژیم دینی جدید و جلوگیری از کودتاها تأسیس شد تا از دیدگاه آیت‌الله خمینی مبنی بر دولت مبتنی بر ولایت فقیه (ولایت‌فقیه) حمایت کند. سپاه پاسداران به نیرویی قدرتمند در زمینه‌های نظامی، سیاسی و اقتصادی تبدیل شده است. سپاه پاسداران مسئول حفظ امنیت داخلی و دفاع از رژیم در برابر تهدیدات داخلی و خارجی است. اعضای سابق آن در پست‌های دولتی عالی‌رتبه مشغول به کار هستند. این سازمان ثروت زیادی را از طریق اداره شبکه‌هایی که تحریم‌های بین‌المللی را دور می‌زنند، اندوخته است. سپاه پاسداران مسئول نظارت بر فعالیت‌های سرکوبگرانه مختلف از جمله سرکوب اعتراضات، نظارت بر شخصیت‌های مخالف و کنترل رسانه‌ها و دسترسی به اینترنت است. گفته می‌شود که سپاه پاسداران بین ۲۰ تا ۴۰ درصد از اقتصاد ایران را کنترل می‌کند.

### بسیج
بسیج، یک نیروی شبه‌نظامی تحت فرمان سپاه پاسداران انقلاب اسلامی (سپاه)، نقش کلیدی در اجرای سرکوب سیاسی در ایران ایفا می‌کند. این نیرو در سال ۱۳۵۸ توسط آیت‌الله خمینی تأسیس شد و به‌عنوان ابزاری برای حفظ کنترل رژیم، سرکوب مخالفت‌ها و نظارت بر اخلاق عمومی عمل می‌کند. بسیج در سرکوب اعتراضات نقش اساسی داشته و در طول تاریخ ایران در سرکوب‌های خشونت‌آمیز مشارکت کرده است. اعضای آن، از جمله نیروهای نوجوان، دانش‌آموزان و افراد مسن، برای اجرای سیاست‌های رژیم و حفظ امنیت داخلی بسیج می‌شوند. علیرغم دریافت نکردن حقوق، اعضای بسیج از دسترسی ترجیحی به شغل‌ها و خدمات دولتی برخوردارند. به‌عنوان یکی از ارکان اصلی سپاه، بسیج نیرویی قدرتمند است که توسط رژیم برای سرکوب مخالفان و حفظ چنگال سیاسی‌اش بر کشور مورد استفاده قرار می‌گیرد.
بسیج از خشونت علیه دانش‌آموزان، زنان و فعالان مخالف استفاده کرده است.
خشونتی که نیروهای بسیج علیه شهروندان ایرانی اعمال می‌کنند، گاه حتی به مرگ منجر می‌شود. برای مثال، در ۱۰ تیر ۱۴۰۴ گزارش شد که سه جوان در ایست بازرسی غیررسمی بسیج در منطقه همدان متوقف شده و توسط نیروهای بسیج هدف تیراندازی قرار گرفتند. در نتیجه این تیراندازی، دو نفر از آن‌ها جان خود را از دست دادند. بر اساس سازمان حقوق بشری هه‌نگاو، نیروهای بسیج با ماسک صورت خود را پوشانده بودند و کشته شدگان با تصور اینکه از سوی خفت‌گیرها تحت تعقیب هستند سعی در فرار داشته‌اند.

### سرکوب قضائی و قانونی
قوه قضائیه ایران نقش مهمی در حفظ ترس میان جمعیت ایرانی و سرکوب مخالفت‌ها و حفظ کنترل رژیم ایفا می‌کند. دادگاه‌ها در ایران استقلال از دولت یا مذهب ندارند. مخالفان سیاسی گاهی اوقات از دسترسی به وکیل محروم می‌شوند و ممکن است از طریق شکنجه مجبور به اعتراف شوند.بازداشت‌های خودسرانه و محاکماتی که عفو بین‌الملل آن‌ها را ناعادلانه می‌داند برگزار می‌شوند. همچنین عفو بین‌الملل گزارش داد که بازداشت اتباع خارجی در ایران می‌تواند معادل گروگان‌گیری باشد.
در سیستم قضائی ایران، مجازات اعدام برای جرایم سیاسی وجود دارد، از جمله اتهاماتی همچون افساد فی‌الارض (فساد در زمین)، محاربه (جنگ با خدا)، توهین به پیامبر محمد و دیگر اتهامات مشابه.

### سانسور رسانه‌ای و نظارت بر اینترنت
سانسور رسانه‌ای ابزاری برای سرکوب سیاسی در جمهوری اسلامی ایران است. دولت تمام روزنامه‌های اصلی، ایستگاه‌های تلویزیونی و رادیویی را کنترل می‌کند و روزنامه‌نگاری مستقل به شدت محدود شده است. روزنامه‌نگارانی که از دولت انتقاد می‌کنند یا رویدادهای سیاسی را پوشش می‌دهند ممکن است مورد خشونت قرار گیرند. رسانه‌ها در ایران توسط FFDD به‌عنوان "تبلیغات" توصیف شده‌اند.
ایران یکی از محدودترین سیستم‌های سانسور اینترنت در جهان را دارد، با این که دولت و سپاه پاسداران انقلاب اسلامی دسترسی به حدود ٪۷۰ از اینترنت را مسدود کرده‌اند، از جمله پلتفرم‌های مهمی مانند یوتیوب، توییتر، فیس‌بوک و تلگرام. دولت به شدت ترافیک اینترنتی را نظارت و محدود می‌کند و کمیته فیلترینگ اینترنت تصمیم می‌گیرد که کدام سایت‌ها مسدود شوند. در پاسخ به اعتراضات ۱۳۹۸، ایران یک قطع اینترنت کامل را اجرا کرد که ترافیک اینترنت را به ٪۵ از سطح معمول کاهش داد. پس از اعتراضات ۱۴۰۱ به مرگ مهسا امینی، ایران به عنوان دومین کشور با بیشترین سانسور اینترنت رتبه‌بندی شد. مقامات به مسدود کردن VPN‌ها پرداختند تا دسترسی به رسانه‌های خارجی را محدود کنند. تا سال ۱۴۰۴، بیش از ۱۰۰,۰۰۰ ترمینال استارلینک در ایران فعال بودند.

### تصرف اجساد معترضان
جمهوری اسلامی ایران به تصرف اجساد معترضان فوت‌شده از بیمارستان‌ها و سردخانه‌ها متهم شده است، به‌طوری‌که از خانواده‌های آن‌ها جلوگیری می‌شود تا مراسم خاکسپاری برگزار کنند، چرا که این مراسم‌ها می‌توانند به نقاط کانونی برای اعتراضات بیشتر تبدیل شوند. گفته می‌شود که این اقدام از ابتدای حکومت رژیم آغاز شده و پس از اعتراضات افزایش یافته است. سازمان ملل متحد اعلام کرد که ایران از بازگرداندن اجساد برخی از فوت‌شدگان امتناع کرده و این موضوع را با رفتار ایران با معترضان بازداشت‌شده مرتبط دانسته است.
تصرف اجساد به‌عنوان روشی برای انکار کرامت و احترام به قربانیان و خانواده‌های آن‌ها دیده می‌شود، همچنین به‌عنوان روشی برای پنهان کردن جنایات ارتکابی توسط دولت. این عمل هم قوانین حقوق بشر بین‌المللی و هم قوانین اسلامی را نقض می‌کند، که بر دفن صحیح و احترام به فوت‌شدگان تأکید دارند. علاوه بر نقض اصول قانونی و اخلاقی، این اقدام همچنین از خانواده‌ها حق درخواست عدالت و حقیقت در مورد مرگ عزیزانشان را سلب می‌کند. با جلوگیری از برگزاری مراسم خاکسپاری، گفته می‌شود که مقامات هدف دارند تا اعتراضات احتمالی را خاموش کرده و مقیاس واقعی خشونت علیه معترضان را پنهان کنند.

### دیپلماسی گروگان‌گیری
ایران به استفاده از «دیپلماسی گروگان‌گیری» متهم شده است، به‌طوری‌که با «سیستماتیک» بازداشت شهروندان خارجی و ایرانیان با تابعیت دوگانه برای به‌دست آوردن امتیازات سیاسی از کشورهای دیگر اقدام می‌کند. یک ایرانی-آلمانی دو تابعیتی به اتهام «وابستگی به یک سازمان غیرقانونی» و انتشار «تبلیغات علیه رژیم» متهم شد. دویچه وله گزارش داد که هیچ مدرکی برای اثبات این اتهامات وجود ندارد. وکلای نماینده زندانیان در ایران ادعا کرده‌اند که چنین بازداشت‌هایی معمولاً با انگیزه‌های سیاسی صورت می‌گیرد، به‌طوری‌که افراد برای تبادل با زندانیان دیگر یا کسب منافع سیاسی در آینده بازداشت می‌شوند. دویچه وله افزود که این روش استفاده از شهروندان خارجی به‌عنوان برگ چانه‌زنی اولین‌بار زمانی آغاز شد که دانشجویان ایرانی در سال ۱۳۵۸ کارکنان سفارت آمریکا را به‌عنوان گروگان گرفتند تا دولت آمریکا را تحت فشار قرار دهند.
شهروندان دوگانه‌ای که در ایران بازداشت شده‌اند شامل ناهید تقوی، ایرانی-آلمانی، و احمدرضا جلالی، آکادمیسین سوئدی-ایرانی هستند. دویچه وله اشاره کرد که تاکتیک گروگان‌گیری در طول مذاکرات مربوط به برنامه هسته‌ای ایران افزایش می‌یابد.